# Turčok
Turčok (in ungherese Turcsok) è un comune della Slovacchia facente parte del distretto di Revúca, nella regione di Banská Bystrica.